# London Stock Exchange

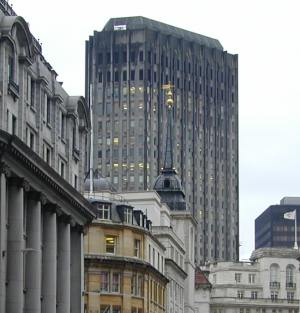
Oude hoofdkantoor

London Stock Exchange (LSE), Beurs van Londen, is een internationale beurs gevestigd te Londen. Hij werd opgericht in 1801 en behoort tot de grootste beurzen ter wereld. De beurs heeft naast het grote aantal Britse noteringen, ook veel buitenlandse bedrijven die genoteerd staan. De beurs maakt onderdeel uit van het beursgenoteerde London Stock Exchange Group.

## Activiteiten
De beurs is opgedeeld in een primaire markt (Main Market) en een alternatieve investeringsmarkt (Alternative Investments Market). In 2023 waren er 1836 bedrijven genoteerd aan de beurs. In de afgelopen tien jaar heeft de beurs ongeveer een kwart van alle noteringen verloren, in 2013 waren er nog 2448 beursgenoteerde bedrijven.
De onafhankelijke FTSE Group beheert het merendeel van de indices van LSE, waaronder FTSE 100 Index, FTSE 250 Index en de FTSE 350 Index.
LSE was gevestigd in de Stock Exchange Tower, op de hoek van Threadneedle Street en Old Broad Street. Deze toren werd geopend door koningin Elizabeth II in 1972 en huisvestte naast de beursvloer ook de kantoren van de beurs. In juli 2004 verhuisde de beurs naar een compleet nieuw complex, dat wederom gevestigd was aan Threadneedle Street, maar dit keer aan Paternoster Square (dicht bij St Paul's Cathedral). Ook dit complex werd weer geopend door koningin Elizabeth II, ditmaal vergezeld op 27 juli 2004 door prins Philip.
De LSE kreeg op 20 juli 2001 zelf ook een beursnotering. Na de fusie van de LSE met Borsa Italiana in oktober 2007, werd de London Stock Exchange Group (LSEG) opgericht waarvan de LSE een belangrijk bedrijfsonderdeel is.